# Maison Amigues
Pour les articles homonymes, voir Amigues.
La maison Amigues est une maison située à Belpech, en France.

## Localisation
La maison est située sur la commune de Belpech, dans le département français de l'Aude.

## Historique
L'édifice est inscrit au titre des monuments historiques en 1948.